# Collegio di Watford
Watford è un collegio elettorale situato nell'Hertfordshire, nell'Est dell'Inghilterra, e rappresentato alla Camera dei comuni del Parlamento del Regno Unito. Elegge un membro del parlamento con il sistema first-past-the-post, ossia maggioritario a turno unico; l'attuale parlamentare è Matt Turmaine, eletto con il Partito Laburista nel 2024.

## Estensione
- 1885–1918: parte della divisione sessionale di Watford and Dacorum.
- 1918–1950: i distretti urbani di Bushey, Chorleywood, Rickmansworth e Watford, e parte del distretto rurale di Watford.
- 1950–1983: il Municipal Borough di Watford.
- 1983–1997: il Borough di Watford, i ward del distretto di Three Rivers di Abbots Langley e Leavesden, e i ward di St Albans di Park Street e St Stephens.
- 1997-2024: il borgo di Watford, e i ward del distretto di Three Rivers di Abbots Langley, Carpenders Park, Langleybury, Leavesden e Oxhey Hall.
- dal 2024: il borgo di Watford ed il ward del borgo di Hertsmere di Bushey North.[1]

## Membri del parlamento
| Elezione | Elezione        | Deputato              | Partito      |
| -------- | --------------- | --------------------- | ------------ |
|          | 1885            | Frederick Halsey      | Conservatore |
|          | 1906            | Nathaniel Micklem     | Liberale     |
|          | Gen 1910        | Arnold Ward           | Conservatore |
| 1918     | Dennis Herbert  |                       | Conservatore |
| 1943 (S) | William Helmore |                       | Conservatore |
|          | 1945            | John Freeman          | Laburista    |
|          | 1955            | Frederick Farey-Jones | Conservatore |
|          | 1964            | Raphael Tuck          | Laburista    |
|          | 1979            | Tristan Garel-Jones   | Conservatore |
|          | 1997            | Claire Ward           | Laburista    |
|          | 2010            | Richard Harrington    | Conservatore |
|          | Set 2019        | Richard Harrington    | Indipendente |
|          | Ott 2019        | Richard Harrington    | Conservatore |
| 2019     | Dean Russell    |                       | Conservatore |
|          | 2024            | Matt Turmaine         | Laburista    |

## Elezioni

### Elezioni negli anni 2020
| Partito                    | Partito                                           | Candidato                  | Risultati 4 luglio 2024 | Risultati 4 luglio 2024 |
| Partito                    | Partito                                           | Candidato                  | Voti                    | %                       |
| -------------------------- | ------------------------------------------------- | -------------------------- | ----------------------- | ----------------------- |
|                            | Laburista                                         | Matt Turmaine              | 15 708                  | 35,33                   |
|                            | Conservatore                                      | Dean Russell               | 10 985                  | 24,71                   |
|                            | Lib Dem                                           | Ian Stotesbury             | 7 577                   | 17,04                   |
|                            | Reform UK                                         | Gary Ling                  | 4 930                   | 11,09                   |
|                            | Workers Party                                     | Khalid Chohan              | 2 659                   | 5,98                    |
|                            | Verdi                                             | Arran Bowen-la Grange      | 2 428                   | 5,46                    |
|                            | Heritage                                          | Sarah Knott                | 168                     | 0,38                    |
|                            |                                                   |                            |                         |                         |
| Iscritti                   | Iscritti                                          | Iscritti                   | 73 100                  | 100,00                  |
| ↳ Votanti (% su iscritti)  | ↳ Votanti (% su iscritti)                         | ↳ Votanti (% su iscritti)  | 44 455                  | 60,81                   |
| ↳ Astenuti (% su iscritti) | ↳ Astenuti (% su iscritti)                        | ↳ Astenuti (% su iscritti) | 28 645                  | 39,19                   |
|                            |                                                   |                            |                         |                         |
|                            | Esito: collegio passa da Conservatore a Laburista |                            |                         |                         |

### Elezioni negli anni 2010
| Partito                    | Partito                                   | Candidato                  | Risultati 12 dicembre 2019 | Risultati 12 dicembre 2019 |
| Partito                    | Partito                                   | Candidato                  | Voti                       | %                          |
| -------------------------- | ----------------------------------------- | -------------------------- | -------------------------- | -------------------------- |
|                            | Conservatore                              | Dean Russell               | 26 421                     | 45,50                      |
|                            | Laburista                                 | Chris Ostrowski            | 21 988                     | 37,87                      |
|                            | Lib Dem                                   | Ian Stotesbury             | 9 323                      | 16,06                      |
|                            | SDP                                       | Michael McGetrick          | 333                        | 0,57                       |
|                            |                                           |                            |                            |                            |
| Iscritti                   | Iscritti                                  | Iscritti                   | 83 359                     | 100,00                     |
| ↳ Votanti (% su iscritti)  | ↳ Votanti (% su iscritti)                 | ↳ Votanti (% su iscritti)  | 58 065                     | 69,66                      |
| ↳ Astenuti (% su iscritti) | ↳ Astenuti (% su iscritti)                | ↳ Astenuti (% su iscritti) | 25 294                     | 30,34                      |
|                            |                                           |                            |                            |                            |
|                            | Esito: collegio confermato a Conservatore |                            |                            |                            |

| Partito                    | Partito                                   | Candidato                  | Risultati 8 giugno 2017 | Risultati 8 giugno 2017 |
| Partito                    | Partito                                   | Candidato                  | Voti                    | %                       |
| -------------------------- | ----------------------------------------- | -------------------------- | ----------------------- | ----------------------- |
|                            | Conservatore                              | Richard Harrington         | 26 731                  | 45,61                   |
|                            | Laburista                                 | Chris Ostrowski            | 24 639                  | 42,04                   |
|                            | Lib Dem                                   | Ian Stotesbury             | 5 335                   | 9,10                    |
|                            | UKIP                                      | Ian Green                  | 1 184                   | 2,02                    |
|                            | Verdi                                     | Alex Murray                | 721                     | 1,23                    |
|                            |                                           |                            |                         |                         |
| Iscritti                   | Iscritti                                  | Iscritti                   | 86 445                  | 100,00                  |
| ↳ Votanti (% su iscritti)  | ↳ Votanti (% su iscritti)                 | ↳ Votanti (% su iscritti)  | 58 610                  | 67,80                   |
| ↳ Astenuti (% su iscritti) | ↳ Astenuti (% su iscritti)                | ↳ Astenuti (% su iscritti) | 27 835                  | 32,20                   |
|                            |                                           |                            |                         |                         |
|                            | Esito: collegio confermato a Conservatore |                            |                         |                         |

| Partito                    | Partito                                   | Candidato                  | Risultati 7 maggio 2015 | Risultati 7 maggio 2015 |
| Partito                    | Partito                                   | Candidato                  | Voti                    | %                       |
| -------------------------- | ----------------------------------------- | -------------------------- | ----------------------- | ----------------------- |
|                            | Conservatore                              | Richard Harrington         | 24 400                  | 43,46                   |
|                            | Laburista                                 | Matthew Turmaine           | 14 606                  | 26,01                   |
|                            | Lib Dem                                   | Dorothy Thornhill          | 10 152                  | 18,08                   |
|                            | UKIP                                      | Nick Lincoln               | 5 481                   | 9,76                    |
|                            | Verdi                                     | Aidan Cottrell-Boyce       | 1 332                   | 2,37                    |
|                            | TUSC                                      | Mark O'Connor              | 178                     | 0,32                    |
|                            |                                           |                            |                         |                         |
| Iscritti                   | Iscritti                                  | Iscritti                   | 84 307                  | 100,00                  |
| ↳ Votanti (% su iscritti)  | ↳ Votanti (% su iscritti)                 | ↳ Votanti (% su iscritti)  | 56 149                  | 66,60                   |
| ↳ Astenuti (% su iscritti) | ↳ Astenuti (% su iscritti)                | ↳ Astenuti (% su iscritti) | 28 158                  | 33,40                   |
|                            |                                           |                            |                         |                         |
|                            | Esito: collegio confermato a Conservatore |                            |                         |                         |

| Partito                    | Partito                                           | Candidato                  | Risultati 6 maggio 2010 | Risultati 6 maggio 2010 |
| Partito                    | Partito                                           | Candidato                  | Voti                    | %                       |
| -------------------------- | ------------------------------------------------- | -------------------------- | ----------------------- | ----------------------- |
|                            | Conservatore                                      | Richard Harrington         | 19 291                  | 34,94                   |
|                            | Lib Dem                                           | Sal Brinton                | 17 866                  | 32,36                   |
|                            | Laburista                                         | Claire Ward                | 14 750                  | 26,72                   |
|                            | BNP                                               | Andrew Emerson             | 1 217                   | 2,20                    |
|                            | UKIP                                              | Graham Eardley             | 1 199                   | 2,17                    |
|                            | Verdi                                             | Ian Brandon                | 885                     | 1,60                    |
|                            |                                                   |                            |                         |                         |
| Iscritti                   | Iscritti                                          | Iscritti                   | 80 831                  | 100,00                  |
| ↳ Votanti (% su iscritti)  | ↳ Votanti (% su iscritti)                         | ↳ Votanti (% su iscritti)  | 55 208                  | 68,30                   |
| ↳ Astenuti (% su iscritti) | ↳ Astenuti (% su iscritti)                        | ↳ Astenuti (% su iscritti) | 25 623                  | 31,70                   |
|                            |                                                   |                            |                         |                         |
|                            | Esito: collegio passa da Laburista a Conservatore |                            |                         |                         |

### Elezioni negli anni 2000
| Partito                    | Partito                                | Candidato                  | Risultati 5 maggio 2005 | Risultati 5 maggio 2005 |
| Partito                    | Partito                                | Candidato                  | Voti                    | %                       |
| -------------------------- | -------------------------------------- | -------------------------- | ----------------------- | ----------------------- |
|                            | Laburista                              | Claire Ward                | 16 575                  | 33,56                   |
|                            | Lib Dem                                | Sal Brinton                | 15 427                  | 31,23                   |
|                            | Conservatore                           | Ali Miraj                  | 14 634                  | 29,63                   |
|                            | Verdi                                  | Steve Rackett              | 1 466                   | 2,97                    |
|                            | UKIP                                   | Kenneth Wight              | 1 292                   | 2,62                    |
|                            |                                        |                            |                         |                         |
| Iscritti                   | Iscritti                               | Iscritti                   | 76 225                  | 100,00                  |
| ↳ Votanti (% su iscritti)  | ↳ Votanti (% su iscritti)              | ↳ Votanti (% su iscritti)  | 49 394                  | 64,80                   |
| ↳ Astenuti (% su iscritti) | ↳ Astenuti (% su iscritti)             | ↳ Astenuti (% su iscritti) | 26 831                  | 35,20                   |
|                            |                                        |                            |                         |                         |
|                            | Esito: collegio confermato a Laburista |                            |                         |                         |

| Partito                    | Partito                                | Candidato                  | Risultati 7 giugno 2001 | Risultati 7 giugno 2001 |
| Partito                    | Partito                                | Candidato                  | Voti                    | %                       |
| -------------------------- | -------------------------------------- | -------------------------- | ----------------------- | ----------------------- |
|                            | Laburista                              | Claire Ward                | 20 992                  | 45,27                   |
|                            | Conservatore                           | Michael McManus            | 15 437                  | 33,29                   |
|                            | Lib Dem                                | Duncan Hames               | 8 088                   | 17,44                   |
|                            | Verdi                                  | Denise Kingsley            | 900                     | 1,94                    |
|                            | UKIP                                   | Edmund Stewart-Mole        | 535                     | 1,15                    |
|                            | Alleanza Socialista                    | Jon Berry                  | 420                     | 0,91                    |
|                            |                                        |                            |                         |                         |
| Iscritti                   | Iscritti                               | Iscritti                   | 75 895                  | 100,00                  |
| ↳ Votanti (% su iscritti)  | ↳ Votanti (% su iscritti)              | ↳ Votanti (% su iscritti)  | 46 372                  | 61,10                   |
| ↳ Astenuti (% su iscritti) | ↳ Astenuti (% su iscritti)             | ↳ Astenuti (% su iscritti) | 29 523                  | 38,90                   |
|                            |                                        |                            |                         |                         |
|                            | Esito: collegio confermato a Laburista |                            |                         |                         |

## Risultati dei referendum
|             | Collegio | Lasciare UE % | Rimanere in UE % |
| ----------- | -------- | ------------- | ---------------- |
|             | Watford  | 51,1%         | 48,9%            |
| Inghilterra | 53,3%    | 46,7%         |                  |
| Regno Unito | 51,9%    | 48,1%         |                  |